# Quintano (Lombardei)

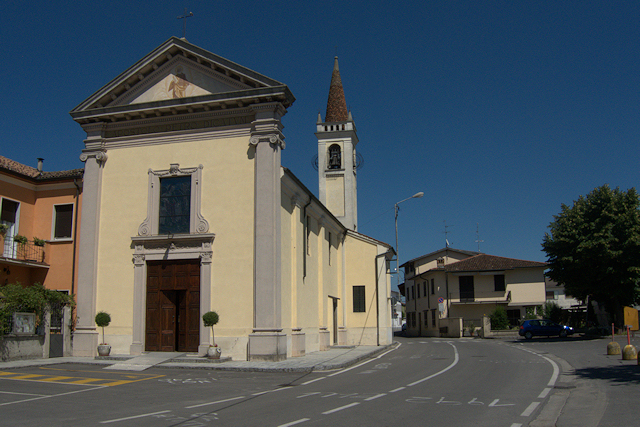
Die Parrocchialkirche in Quintano

Quintano ist eine norditalienische Gemeinde (comune) mit 921 Einwohnern (Stand 31. Dezember 2023) in der Provinz Cremona in der Lombardei. Die Gemeinde liegt etwa 44,5 Kilometer nordwestlich von Cremona.